# Saccardoëlla berberidis
Saccardoëlla berberidis är en svampart som tillhör divisionen sporsäcksvampar, och som beskrevs av A.G.Eliasson. Saccardoëlla berberidis ingår i släktet Saccardoella, klassen Sordariomycetes, divisionen sporsäcksvampar och riket svampar. Arten är reproducerande i Sverige.